# Hymenophyllum lanceolatum
Espèce
Hymenophyllum lanceolatum est une espèce de fougères appartenant à la famille des Hyménophyllacées endémique d'Hawaï.
Synonyme : Sphaerocionium lanceolatum (Hook. & Arn.) Copel.

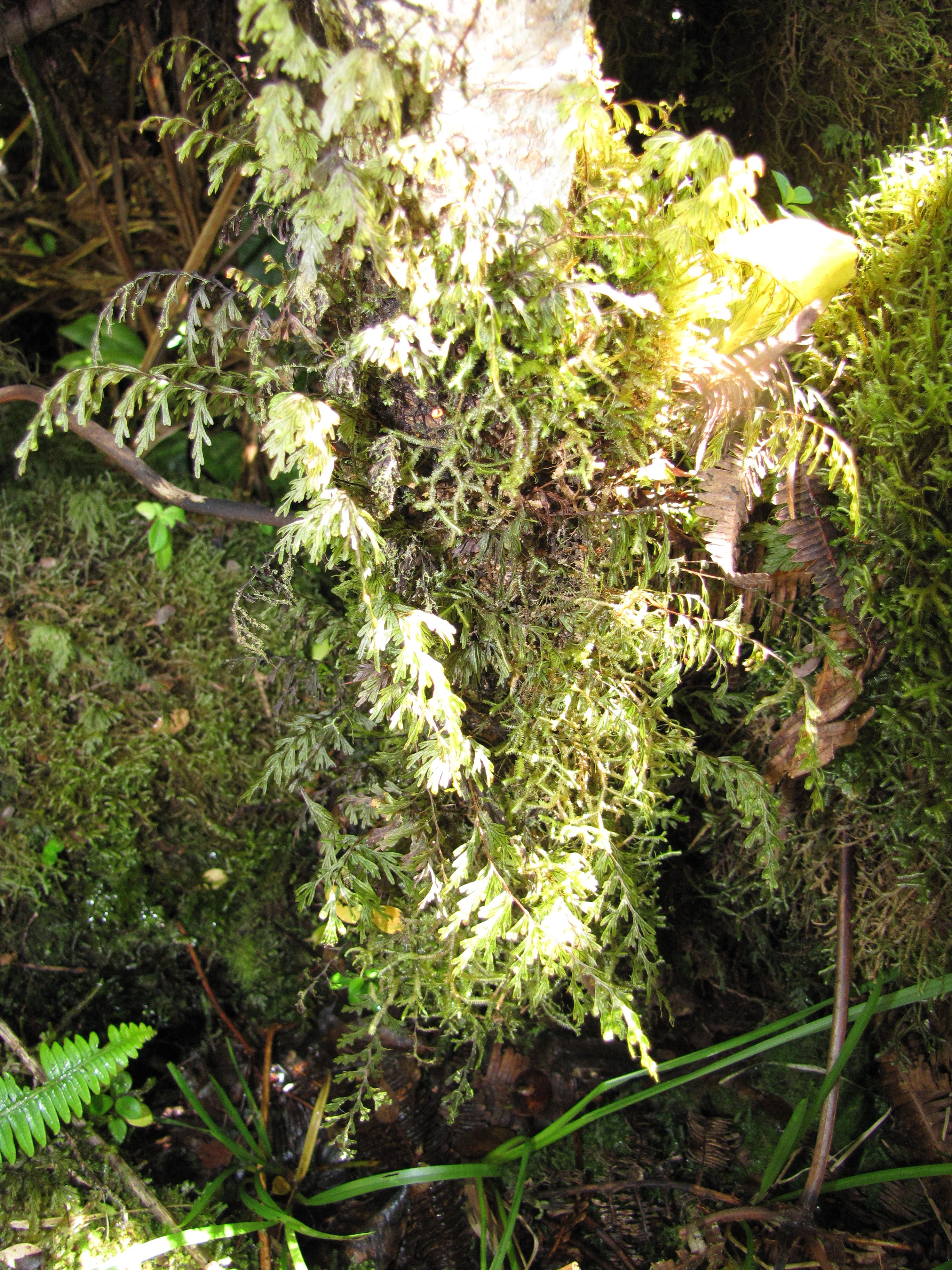
L'espèce dans son habitat naturel sur l'île de Maui.

Nom hawaïen : Palaihinahina

## Description
Hymenophyllum lanceolatum appartient au sous-genre Sphaerocionium.
Cette espèce a les caractéristiques suivantes :
- son rhizome est long et filiforme ;
- les frondes, de moins d'une quinzaine de centimètres de long, comportent un limbe divisé deux fois, lancéolé : cette forme est à l'origine de l'épithète spécifique[1] ;
- une pilosité assez abondante est présente sur les nervures, les sores et les pourtours du limbe (caractéristique du sous-genre) ;
- les sores, solitaires, sont portés par l'extrémité d'un segment axillaire ;
- l'indusie, englobant complètement les sporanges, a deux lèvres.

## Distribution
Cette espèce, terrestre, est présente dans l'archipel des îles Hawaï.